# Seletreng
Seletreng is een bestuurslaag in het regentschap Situbondo van de provincie Oost-Java, Indonesië. Seletreng telt 7728 inwoners (volkstelling 2010).